# Louise Helyer
Louise Helyer (28 giugno 1985) è una pentatleta britannica.

## Palmarès
In carriera ha conseguito i seguenti risultati:
- Europei

Budapest 2006: argento nel pentathlon moderno staffetta a squadre.